# Асарі Дзюнко
Дзюнко Асарі (яп. 浅利純子, англ. Junko Asari; післі шлюбу — Такахасі (яп. 高橋, англ. Takahashi; нар. 22 вересня 1969) — японська легкоатлетка, яка спеціалізувалася на бігу на довгі дистанції та марафонському бігу.

## Спортивні досягнення
Учасниця олімпійського марафонського забігу, в якому фінішувала 17-ю (1996).
Чемпіонка світу з марафонського бігу (1993). Фінішувала 16-ю у марафонському забігу на чемпіонаті світу (1999).
Учасниця чемпіонату світу з кросу (1994), на якому була 103-ю на фініші жіночого забігу.
Фінішувала 6-ю на Бостонському марафоні (1997).
Переможниця жіночих марафонів в Осаці (1993) та Токіо (1995, 1998).
Була другою на марафоні в Саппоро (1992) та Роттердамі (1998), а також третьою на жіночому марафоні в Осаці (1994).